# 弗拉迪米尔·梅恰尔
弗拉迪米尔·梅恰尔（發音：[ˈʋlaɟimiːr ˈmetʂɪɐr]；1942年7月26日—）， 斯洛伐克政治家，人民黨—民主斯洛伐克運動主席，斯洛伐克總理。

## 生平
1942年，出生于兹沃伦。1962年，加入捷克斯洛伐克共产党。1968年，反对苏军入侵捷克斯洛伐克。1970年，被解除职务，开除出党。1974年，在考门斯基大学法学院完成函授学习。
1990年，当选总理。1991年，被国民议会撤消总理职务。1992年，再次出任总理。1993年，斯洛伐克独立，担任总理。1994年，连任。1998年，卸任，继续参加之后几年的总统选举。

## 政见
梅恰尔不断鼓吹斯洛伐克民族主义大旗，宣称斯洛伐克受到种种威胁，瓦茨拉夫·克劳斯指责他在斯洛伐克是共产主义复辟。